# Rakovica (Čajetina)
Rakovica (em cirílico: Раковица) é uma vila da Sérvia localizada no município de Čajetina, pertencente ao distrito de Zlatibor, na região de Stari Vlah. A sua população era de 56 habitantes segundo o censo de 2011.

## Demografia
| 1948 | 1953 | 1961 | 1971 | 1981 | 1991 | 2002 | 2011 |
| ---- | ---- | ---- | ---- | ---- | ---- | ---- | ---- |
| 295  | 341  | 313  | 262  | 184  | 148  | 108  | 56   |